# Municipio de Dover (condado de Fayette)
El municipio de Dover (en inglés: Dover Township) es un municipio ubicado en el condado de Fayette en el estado estadounidense de Iowa. En el año 2010 tenía una población de 465 habitantes y una densidad poblacional de 4,81 personas por km².

## Geografía
El municipio de Dover se encuentra ubicado en las coordenadas 43°2′16″N 91°47′2″O / 43.03778, -91.78389. Según la Oficina del Censo de los Estados Unidos, el municipio tiene una superficie total de 96.69 km², de la cual 96,69 km² corresponden a tierra firme y (0 %) 0 km² es agua.

## Demografía
Según el censo de 2010, había 465 personas residiendo en el municipio de Dover. La densidad de población era de 4,81 hab./km². De los 465 habitantes, el municipio de Dover estaba compuesto por el 99,35 % blancos, el 0,22 % eran asiáticos y el 0,43 % eran de una mezcla de razas. Del total de la población el 0,43 % eran hispanos o latinos de cualquier raza.